# Аксонний горбик

Схема будови нейрону

Аксонний горбик — конічна ділянка нейрону, що є місцем виходу аксону від перикаріону., Безпосередньо за аксонним горбиком слідує немієлінізований початковий сегмент аксона.
В ділянці аксонного горбика відсутня хроматофільна субстанція. Тому при забарвленні основними (лужними) барвниками ділянка аксонного горбика лишається безбарвною.
Аксонний горбик є місцем виникнення потенціалу дії, що проводиться на аксон і інколи ретроградно на перикаріон і дендрити.